# Baksheesh
Baksheesh es un término utilizado para referirse al acto de dar caridad, a cierto tipo de corrupción policial, y a los sobornos en medio oriente y el sudeste de Asia

## Orígenes
La palabra baksheesh tiene sus orígenes en la palabra persa bakshish (بخشش), que significa "regalo".
Baksheesh es una de las tantas palabras persas que se expandió hacia el este y el imperio mongol.

## Tipos de Baksheesh
- Caridad a mendigos. Los pobres piden limosna diciendo 'baksheesh, baba!'.

- Propinas. Esto no está relacionado con el sistema americano de dar propina a un mozo. Es más vale, un símbolo de agradecimiento, respeto o veneración. Los Fakires también pueden pedir baksheesh, pero no piensan que lo que hacen en realidad es mendigar.

- Sobornos. Por ejemplo, si un policía te descubre llevando drogas quizá te dé la opción de ir a la cárcel o pagar el baksheesh

- Datos: Q305459
- Multimedia: Baksheesh / Q305459